# Campanha presidencial de Sofia Manzano em 2022
A campanha presidencial de Sofia Manzano em 2022 foi oficializada em 30 de julho de 2022, tendo Antonio Alves como candidato à vice-presidente.

## Pré-candidatura à Presidência em 2022
Em 13 de fevereiro de 2022, o comitê do Partido Comunista Brasileiro (PCB) se reuniu lançando, oficialmente, a pré-candidatura de Sofia Manzano para as eleições presidenciais daquele ano.

## Candidatura à Presidência
O PCB oficializou, em 30 de julho de 2022 a candidatura da economista e professora Sofia Manzano em convenção nacional realizada em São Paulo. Sofia Manzano disputará a presidência da república pela primeira vez.

## Planos
O Partido Comunista Brasileiro propõe que seu programa político seja colocado tanto nas ruas através de manifestações quanto por meio das candidaturas de Sofia Manzano e Antônio Alves. No programa, o PCB propõe a redução da jornada de trabalho para 30 horas semanais sem redução salarial como medida de combate ao desemprego. Para combater a fome no Brasil intensificada pela crise alimentar em 2022, a proposta é a ampliação dos programas de auxílio emergencial, reforma agrária, incentivo à agroecologia e a criação de uma rede de restaurantes e mercados populares. Há também a proposta da revogação de reformas dos governos anteriores como a PEC do teto de gastos, a Lei de Responsabilidade Fiscal e a Reforma do Ensino Médio, reestatização de empresas que foram privatizadas como a Vale S.A., Embraer e Eletrobras e a realização de uma reforma tributária que isenta a cobrança do imposto de renda para trabalhadores que ganham até 5 salários-mínimos e congela tarifas de eletricidade, saneamento e outros serviços. Os demais pontos do programa versam sobre o direito à moradia por meio da construção de habitações populares, fim da guerra às drogas, expansão e investimento de 10% do PIB na saúde pública, entre outros.

## Candidaturas
| Partido Comunista Brasileiro |                           |
|                              |                           |
| Sofia Manzano                | Antônio Alves             |
|                              |                           |
| para presidente              | para vice-presidente      |
| Economista e Professora      | Jornalista e Sindicalista |
| [ 10 ]                       |                           |

## Resultado da eleição
| Ano de eleição | Candidato     | Primeiro turno      | Primeiro turno      | Segundo turno       | Segundo turno       |
| Ano de eleição | Candidato     | # do total de votos | % do total de votos | # do total de votos | % do total de votos |
| -------------- | ------------- | ------------------- | ------------------- | ------------------- | ------------------- |
| 2022           | Sofia Manzano | 45.620              | 0,04%               | Não concorreu       | Não concorreu       |